# Rockmaster FC
El Rockmaster FC es un equipo de fútbol de las Islas Vírgenes Estadounidenses que juega en el Campeonato de fútbol de las Islas Vírgenes Estadounidenses, el torneo de fútbol más importante del país.

## Historia
Fue fundado en el año 1989 en la isla de Saint Thomas y forman parte de la Liga de fútbol de Saint Thomas y Saint John, una de las dos ligas regionales que conforman el Campeonato de fútbol de las Islas Vírgenes Estadounidenses. Fueron el primer campeón de las Islas Vírgenes Estadounidenses en la temporada 1997/98, aparte de que han sido campeones regionales en 3 ocasiones.
A nivel internacional han participado en un torneo continental, en la Copa de Campeones de la Concacaf 1992, en la cual fueron eliminados en la primera ronda del grupo 2 del Caribe ante el US Robert de Martinica.

## Palmarés
- Campeonato de fútbol de las Islas Vírgenes Estadounidenses: 1

1997-98
- Liga de fútbol de Saint Thomas y Saint John: 3

1995-96, 1997-98, 1998-99

## Participación en competiciones de la Concacaf
| Temporada | Torneo                           | Ronda                     | Club       | Casa  | Visita | Global |
| --------- | -------------------------------- | ------------------------- | ---------- | ----- | ------ | ------ |
| 1992      | Copa de Campeones de la Concacaf | Preliminar Grupo 2 Caribe | Guayama FC | w.o.1 | w.o.1  | w.o.1  |
| 1992      | Copa de Campeones de la Concacaf | 1º Grupo 2 Caribe         | US Robert  | 1-4   | 0-6    | 1-10   |

1- Guayama abandonó el torneo.